# Yamid Haad
Yamid Haad Salcedo (Cartagena de Indias, 2 de septiembre de 1977) es un exbeisbolista colombiano de ascendencia libanesa que se desempeñó como receptor en las Grandes Ligas de Béisbol.

## Carrera en la MLB

### Piratas de Pittsburgh
En un breve período con los Pittsburgh Pirates en 1999, Haad solo disputó un juego con un solo turno al bate y 0 hits.

### Gigantes de San Francisco
En 2005, sirvió como receptor de reserva detrás de Mike Matheny. El tiempo de juego con los Gigantes se limitó a sólo 17 inicios de juego, Matheny inició la mayoría de los juegos, hasta que una suspensión por esteroides terminó su temporada recibiendo una suspensión de 50 juegos. Para ese año, tuvo solo dos hits en 28 turnos al bate, por un promedio de bateo de .071.

## Números usados en las Grandes Ligas
- 31 Pittsburgh Pirates (1999)
- 8 San Francisco Giants (2005)

## Estadísticas de bateo en Grandes Ligas
En dos años jugó para dos equipos de Liga Nacional
| Año   | Equipo               | Liga | Juegos | VB | C | Hits | HR | CI | BA   | BR |
| ----- | -------------------- | ---- | ------ | -- | - | ---- | -- | -- | ---- | -- |
| 1999  | Pittsburgh Pirates   | NL   | 1      | 1  | 0 | 0    | 0  | 0  | .000 | 0  |
| 2005  | San Francisco Giants | NL   | 17     | 28 | 0 | 2    | 0  | 1  | .071 | 0  |
| TOTAL |                      |      | 18     | 29 | 0 | 2    | 0  | 1  | .069 | 0  |

## Ligas Invernales
Equipos en los que actuó en otras ligas.
| Equipo               | Liga                                                   | País                               | Temporada |
| -------------------- | ------------------------------------------------------ | ---------------------------------- | --------- |
| Tigres de Cartagena  | Liga Profesional de Béisbol Colombiano                 | Bandera de Colombia                | 1996-97   |
| Estrellas Orientales | Liga de Béisbol Profesional de la República Dominicana | Bandera de la República Dominicana | 2004-05   |
| Estrellas Orientales | Liga de Béisbol Profesional de la República Dominicana | Bandera de la República Dominicana | 2005-06   |